# Eduardo Cojuangco jr.
Eduardo "Danding" Cojuangco jr. (Paniqui, 10 juni 1935 - Taguig, 16 juni 2020) was een Filipijns topman en politicus.

## Biografie
Eduardo Cojuangco jr. werd geboren op 10 juni 1935 in Paniqui in de Filipijnse provincie Tarlac. Hij was het eerste kind van Eduardo C. Cojuangco sr. en Josephine B. Murphy. Cojuangco voltooide een Bachelor-opleiding aan De La Salle University. Nadien studeerde hij enkele jaren in de Verenigde Staten. Nadat zijn vader overleed in 1952 nam Cojuangco jr. als oudste de zaken van zijn vader over. Diens bedrijf International Hardwood, dat multiplex en toipletpapier produceerde, had op dat moment veel schulden. Cojuangco jr. breidde de zaken langzamerhand steeds verder uit en was daarbij erg succesvol. Hij verwierf in de loop der jaren diverse bijnamen. "The Boss", vanwege zijn indrukwekkende aanwezigheid en "Pacman" omdat hij alles leek op te eten dat op zijn weg kwam. 
Cojuangco was bestuursvoorzitter van San Miguel Corporation, de grootste voedsel- en drankenonderneming van de Filipijnen. Tijdens de verkiezingen van 1992 deed Cojuangco jr. mee als kandidaat voor het presidentschap. De verkiezingen werden echter gewonnen door toenmalig minister van defensie Fidel Ramos. Ook in 2004 had hij plannen om zich verkiesbaar te stellen, maar hiervoor trok hij zich terug. 
Cojuangco jr. was lid van de Rolex 12, een groep van 12 mannen die het dichtst bij voormalig president Ferdinand Marcos stonden. Vanwege het feit dat hij een naaste adviseur en goede vriend van Marcos was raakte Cojuangco jr. in onmin met zijn nicht en opvolger van Marcos Corazon Aquino. Hij werd bovendien beschuldigd door de militairen die erbij aanwezig waren, dat hij betrokken zou zijn geweest bij de moord op de man van Aquino, oppositieleider Benigno Aquino jr.
Cojuanco overleed in 2020 op 85-jarige leeftijd in St. Luke's Medical Center in Taguig City aan hartfalen en een longontsteking. Hij was getrouwd met Soledad "Gretchen" Oppen en kreeg met haar vier kinderen: Tina, Lisa, Charlie en Mark Cojuangco. Sinds 2018 woonde hij samen met zijn nieuwe partner voormalig Binibining Pilipinas winnares Aileen Damiles. Met haar kreeg hij twee dochters.

## Bron
- ASEAN Who's who, Vol. III, Kasuya Publisher, Kuala Lumpur (1992)